# 項聲國
項聲國（？年—？年），字仲展，號致菴，浙江嘉兴府秀水县人。明末政治人物。

## 生平
崇祯三年（1630年）庚午科顺天府乡试第三十五名舉人，崇祯四年辛未科禮部會試贡士，未殿试，七年（1634年）登甲戌科二甲三十九名进士，兵部观政，八年授四川雅州知州，十年养病歸，有廉惠名聲。

## 家族
曾祖项铨，赠考功司郎中。祖父项笃寿，嘉靖壬戌进士，官广东参议。父亲项德桢，万历十四年丙戌进士，官山西副使。